# Île d'Amour (Chennevières-sur-Marne)
Pour les articles homonymes, voir Île d'Amour.
L'Île d'Amour est une île fluviale française de la Marne située sur le territoire communal de Chennevières-sur-Marne (Val-de-Marne).

## Littérature
Radiguet évoque l'île d'amour dans Le diable au corps : 

« Marthe voulait suivre la Marne jusqu’à La Varenne. Nous dînerions en face de l’île d’Amour. Je lui promis de lui montrer le musée de l’Écu de France, le premier musée que j’avais vu, tout enfant, et qui m’avait ébloui. J’en parlais à Marthe comme d’une chose très intéressante. »

et dans « Île de France, île d'amour » : 

« Un lieu m'attirait entre tous, qui me semblait mystérieux. C'est l'île d'amour. »

## Cinéma
- Dans le film Cœur de lilas, une noce se déroule à l'île d'amour.
- Dans le film Tant qu’il y aura des femmes (d'Edmond T. Gréville), les personnages passent un après-midi au bar de l’île d’amour.
- Le film La belle équipe a été tourné sur l'île[2].
- Dans Un certain monsieur Jo, Joseph  Guardini dit "Jo", est propriétaire d'une guinguette sur l'Île d'Amour. Un dialogue entre deux policiers situe l'île à Chennevières-sur-Marne et non à Bry-sur-Marne :

« Loriot, adjoint au commissaire Leclerc : L'île d'amour…

Commissaire Leclerc : à la limite de Chennevières ?

Loriot : Oui ! »

## Chanson
- Charles Trenet évoque l'île d'amour dans sa chanson Revoir Paris :

« Mon Dieu, mon Dieu, merci d'être ici.
Ce n'est pas un rêve, c'est l'île d'Amour que je vois…
Dans la petite gare, le sémaphore appelle ces gens,
Tous ces braves gens de La Varenne et de Nogent… »
- Une sculpture d'Yvonne Clergerie avec un extrait de la chanson se trouve quai Winston Churchill, face à l'île d'amour, à Saint-Maur-des-Fossés[3]